# Lovász Ferenc
Lovász Ferenc (Komló, 1967. január 24. –) válogatott labdarúgó, csatár. Bukovinai székelyek leszármazottja.

## Pályafutása

### A válogatottban
1987-ben egy alkalommal szerepelt a válogatottban. Hatszoros ifjúsági válogatott (1983–84, 1 gól), egyszeres utánpótlás válogatott (1986).

## Sikerei, díjai
- Magyar bajnokság
  - 2.: 1985–86
  - 3.: 1990–91
- Magyar kupa (MNK)
  - győztes: 1990, 1992
  - döntős: 1987

## Statisztika

### Mérkőzése a válogatottban
| Magyarország | Magyarország        | Magyarország          | Magyarország | Magyarország | Magyarország | Magyarország | Magyarország | Magyarország |
| #            | Dátum               | Helyszín              | Hazai        | Eredmény     | Vendég       | Kiírás       | Gólok        | Esemény      |
| ------------ | ------------------- | --------------------- | ------------ | ------------ | ------------ | ------------ | ------------ | ------------ |
| 1.           | 1987. szeptember 9. | Glasgow, Hampden Park | Skócia       | 2 – 0        | Magyarország | barátságos   | -            |              |
|              | Összesen            |                       |              | 1            | mérkőzés     |              | 0            | gól          |